# Evair de Melo
Evair Vieira de Melo (Conceição do Castelo, Espírito Santo, 2 de abril de 1972) é um técnico em agronomia e político brasileiro, filiado ao Progressistas (PP). Atualmente é deputado federal pelo Espírito Santo.

## Biografia
Filho de pequenos agricultores, Evair de Melo nasceu em Santa Luzia, interior de Conceição do Castelo. Técnico agrícola pelo Instituto Federal do Espírito Santo (Ifes), Campus Alegre, é formado também em Administração de Empresas, com MBA em Gestão de Projetos, pela Fundação Getulio Vargas (FGV).
Evair de Melo foi secretário de Agricultura e de Meio Ambiente de Venda Nova do Imigrante. Ele esteve à frente da secretaria de 2000 até meados de 2008, quando se candidatou à prefeitura do município. O seu adversário Dalton Perim foi eleito com 5.932 votos, contra 5.607 de Evair.
Além disso, entre 2009 e 2014, foi presidente do Instituto Capixaba de Pesquisa, Assistência Técnica e Extensão Rural (Incaper). Evair presidiu também o Conselho Nacional das Entidades de Pesquisa Agropecuária (Consepa).

## Deputado Federal
Em 2014, Evair de Melo foi eleito Deputado Federal pelo Partido Verde (PV) com 48.829 votos. Em 2018, foi reeleito com 48.412 votos. Evair é membro da Comissão de Agricultura da Câmara.

### Críticas aogoverno Dilma
Em março de 2016, Evair fez críticas ao governo Dilma e afirmou que seria favorável ao processo de impeachment de Dilma Rousseff. Foi o único deputado do ES na comissão do impeachment. Em abril de 2016, Evair votou a favor do impedimento de Dilma Rousseff.

### Atuação posterior
Posteriormente, votou a favor PEC do Teto dos Gastos Públicos. Em abril de 2017 votou a favor da Reforma Trabalhista. Em agosto de 2017 votou a favor do processo em que se pedia abertura de investigação do então Presidente Michel Temer.
No terceiro governo Lula, chamou o então Ministro da Fazenda, Fernando Haddad (PT), de 'limitado' em sessão da Câmara. Haddad, respondeu que 'limitado' era o ex-Presidente Jair Bolsonaro (PL) e Haddad ressaltou sua extensa formação na Universidade de São Paulo (USP) como maneira de aferir autoridade intelectual no debate político-econômico.